# Ugo Ferrero
Pour les articles homonymes, voir Ferrero.
Ugo Ferrero (Chieti, 15 juillet 1892 - Schelkowhammer, 28 janvier 1945) était un général italien qui a été assassiné par les nazis en Pologne lors d'une marche de la mort.
Son assassinat a eu lieu après l'évacuation du camp de concentration Offizierslager 64Z de Schokken, vers lequel il avait été déporté avec deux cents autres officiers généraux italiens emprisonnés par le Reich nazi après le 8 septembre 1943 pour n'avoir pas voulu se plier au nazi-fascisme au moment de la dissolution de l'armée italienne.

## Biographie
Il est né à Chieti le 15 juillet 1892, fils de Vincenzo. De taille moyenne, très mince et d'apparence élégante, il a été initié très jeune à la carrière militaire. Il fréquente la Regia Accademia Militare di Fanteria e Cavalleria (Académie royale militaire d'infanterie et de cavalerie) de Modène, dont il sort le 17 septembre 1911 avec le grade de sous-lieutenant (sottotenente) affecté à l'arme de l'infanterie. Il est immédiatement envoyé en Libye pour participer à la guerre italo-turque. Avec les grades de capitaine (capitano) et de major (maggiore), il participe à la Première Guerre mondiale, obtenant une Croix militaire pour bravoure sur le Monte Grappa et le Cismon, à la tête de la 22e division, pour le fait d'armes concluant la victoire du 24 octobre au 3 novembre 1918.
Devenu lieutenant-colonel (tenente colonnello) le 16 novembre 1927, il est attaché militaire auprès de la République de Weimar. En 1934, il devient professeur de langue allemande à l'Académie royale d'infanterie et de cavalerie de Modène, où il reste jusqu'au 31 décembre 1935, date à laquelle il est mis en disponibilité et placé hors de l'armée. Il était marié à Francesca Intonti, issue de la bonne société de Modène.
Avec le début de la Seconde Guerre mondiale, il est rappelé au service en tant que colonel (colonnello) de réserve (ancienneté 1er juillet 1937, à l'académie de Modène), et est promu général de brigade (generale di brigata) de réserve le 1er janvier 1942, affecté au commandement d'un cours spécial d'évaluation pour les cadets des sous-officiers, stationné au Palais Ducal (Palazzo Ducale) de Sassuolo. Après la promulgation de l'armistice de Cassibile, le 9 septembre 1943, alors que les SS ont envahi une petite garnison, ils se dirigent vers le Palazzo Ducale, et le général ordonne d'ouvrir le feu. Après deux heures de combat et après avoir compté parmi ses soldats deux morts (le soldat Ermes Malavasi et le lieutenant Ugo Stanzione) et une vingtaine de blessés, il doit se rendre. Les Allemands lui accordent l'honneur des armes, mais le déportent dans un camp de concentration en Pologne. À Schelkown, le général tomba gravement malade de la tuberculose. Lorsqu'on lui proposa de retourner en Italie pour se faire soigner, à condition qu'il jure fidélité à la République sociale italienne, il refusa.

### La marche de la mort
Lorsque l'armée soviétique se trouve sur la Vistule à la mi-janvier 1945, les nazis décident d'évacuer le camp et de transférer les internés à Luckenwalde, au sud de Berlin. Ainsi commence l'une des nombreuses marches de la mort, la colonne des généraux étant divisée en plusieurs sections. Avec seize autres compagnons de détention, Balbo Bertone s'est arrêté avec quelques camarades, en chemin, dans une taverne à la recherche de nourriture : ils ont été remarqués par un sous-officier de la Luftwaffe et signalés aux SS.
C'est à Kuźnica Żelichowska, avant que la marche ne puisse reprendre, qu'a lieu - sous les yeux des Polonaises et des déportés terrifiés - le massacre des personnes incapables de marcher. Le premier à tomber sous le feu nazi fut le général Carlo Spatocco ; puis ce fut le tour du général Emanuele Balbo Bertone ; puis ce fut le tour d'Alberto Trionfi d'être tué, et après lui les généraux Alessandro Vaccaneo, Giuseppe Andreoli et Ugo Ferrero.
Avant d'être abandonné sur la route glacée et d'être tué d'un coup de fusil par un caporal SS, après que la colonne de prisonniers ait repris sa marche, Ferrero, après s'être passé la main sur le visage pour le libérer des glaçons qui recouvraient ses yeux et sa bouche, dit : 
Je ne peux plus marcher, mes pieds sont enflés, mes jambes ne peuvent plus me tenir debout. Je connais le sort qui m'attend ; dis à ma femme comment je suis mort.
Puis il s'est effondré dans la neige, tandis qu'un camarade l'exhortait à avoir foi en Dieu et à espérer que l'escorte le laisserait là, sans lui faire de mal. Le corps du général Ferrero n'a jamais été retrouvé.
Après une information erronée, reçue en mai 1945 par la famille de l'ambassade d'Italie à Moscou, selon laquelle Ferrero était vivant et en bonne santé, le mois suivant, la mort de l'officier a été confirmée, avec une lettre d'excuses. Une rue porte son nom dans la ville de Sassuolo.

## Décorations
- Médaille d'argent de la valeur militaire
- Avec quelques officiers et une poignée d'éléments dépenaillés, au moment de l'armistice, il a violemment résisté à l'arrogance allemande par le feu, donnant un exemple de fierté et de sens élevé du devoir. Il ne s'est rendu qu'après avoir subi des pertes et sauvé l'honneur des armes. Capturé, il a subi un dur emprisonnement. Au cours d'une marche exténuante, effectuée dans des conditions désastreuses en raison de la difficulté des approvisionnements et de l'inclémence du temps, ordonnée par le commandement allemand pour le sauver, avec d'autres généraux italiens, de l'avancée russe, bien qu'affaibli par plus d'un an de détention dure et épuisé par la fatigue, il réussit à s'échapper. En pays hostile et reconnu par la population, il est capturé et remis aux SS. Il reprit la marche et tomba d'épuisement en cours de route et fut massacré de façon barbare..
- Décret du 9 mai 1946.
 - Croix de guerre de la valeur militaire
- Il a commandé une grande unité avec intelligence et énergie et a soutenu son commandement dans les tâches imposées par la situation de guerre. À exécuté et mené à bien, sous le feu de l'ennemi, des missions délicates et dangereuses pour lesquelles il a fait preuve spontanément d'un courage serein et d'un défi constant au danger. Monte Grappa, 24 octobre 1918.
 - Commandeur de l'Ordre de la Couronne d'Italie
- Décret royal 7 janvier 1938.
 - Médaille commémorative de la guerre italo-turque 1911-1912
 - Médaille commémorative de l'Unité italienne
 - Médaille italienne de la Victoire interalliée
 - Médaille commémorative de la guerre italo-autrichienne 1915-1918

## Source
- (it) Cet article est partiellement ou en totalité issu de l’article de Wikipédia en italien intitulé « Ugo Ferrero » (voir la liste des auteurs).